# ディキンソン夫人の秘密
「ディキンソン夫人の秘密」（ディキンソンふじんのひみつ、The Mystery of Mrs. Dickinson）は、1899年にアメリカで発表されたニコラス・カーター名義の短編推理小説。短編集『探偵の美しき隣人』（The Detective's Pretty Neighbor）に収録され、単行本でも発売された。

## 内容
- ニック・カーターはアメリカの国民的ヒーローとして有名なシリーズキャラクターである。「ダイム・ノヴェル」といわれる大衆雑誌の全盛期に登場し、その後小説だけでなくラジオや映画、テレビなどで活躍した。
- 本作品は、私立探偵ニック・カーターものでは日本で最も多く翻訳された短編である[3]。

## 物語
私立探偵ニックのもとに宝石商「フェリス＆スティール商会」の3人が訪れる。顧客の妻であるディキンソン夫人が店で万引きをしているらしいと話す。重要顧客のため警察沙汰にもできず、困っているという。夫人は盗癖の病気なのか。ニックは捜査を引き受けることにした。

## 主な登場人物
- フェリス氏 - 宝石商「フェリス＆スティール商会」の経営者。太った紳士。
- スティール氏 - 商会の共同経営者。やせた紳士。
- リチャード・スティール - スティール氏の甥。商会の重役。太ってもやせてもいない。
- ジョージ・ディキンソン - 商会の顧客。60歳くらいの富豪。
- ディキンソン夫人 - 商会の顧客。 ジョージ・ディキンソンの妻。25歳くらい。
- ニック・カーター - 私立探偵。

## 特記事項
本作はエラリー・クイーンの手によって発掘・再評価され、『クイーンの定員』にも選ばれた。

## 日本語訳
- 「ダイヤを盗む淑女」 - 『シャーロック・ホームズのライヴァルたち3』ハヤカワ文庫87-3（1984年）
- 「宝石を盗む淑女」 - 『名探偵登場1』ハヤカワポケットミステリ250
- 「ディキンソン夫人の秘密」 - 『クイーンの定員 I』光文社文庫（1992年）